# Alicia (Arkansas)
Alicia es un pueblo ubicado en el condado de Lawrence en el estado estadounidense de Arkansas. En el Censo de 2010 tenía una población de 124 habitantes y una densidad poblacional de 379,97 personas por km².

## Geografía
Alicia se encuentra ubicado en las coordenadas 35°53′40″N 91°4′59″O / 35.89444, -91.08306. Según la Oficina del Censo de los Estados Unidos, Alicia tiene una superficie total de 0.33 km², de la cual 0.33 km² corresponden a tierra firme y (0%) 0 km² es agua.

## Demografía
Según el censo de 2010, había 124 personas residiendo en Alicia. La densidad de población era de 379,97 hab./km². De los 124 habitantes, Alicia estaba compuesto por el 100% blancos, el 0% eran afroamericanos, el 0% eran amerindios, el 0% eran asiáticos, el 0% eran isleños del Pacífico, el 0% eran de otras razas y el 0% pertenecían a dos o más razas. Del total de la población el 1.61% eran hispanos o latinos de cualquier raza.
| 144                        | 145 | 144 | 143 | 142 | 140 | 124 |
| (Fuente: [cita requerida]) |     |     |     |     |     |     |